# Yuliana Lizarazo
Carol Yuliana Lizarazo Antolinez (Cúcuta, 23 maggio 1993) è una tennista colombiana.

## Carriera
Yuliana Lizarazo ha vinto 10 titoli in singolare e 16 titoli in doppio nel circuito ITF in carriera. Il 6 gennaio 2015 ha raggiunto il best ranking in singolare raggiungendo la 335ª posizione mondiale, mentre il 18 dicembre 2023 ha raggiunto in doppio il best ranking alla 106ª posizione mondiale.

## Statistiche WTA

### Doppio

#### Vittorie (1)
| Legenda              |
| -------------------- |
| Grande Slam (0)      |
| Ori Olimpici (0)     |
| WTA Finals (0)       |
| WTA Elite Trophy (0) |
| Dal 2021             |
| WTA 1000 (0)         |
| WTA 500 (0)          |
| WTA 250 (1)          |

| N. | Data         | Torneo                         | Superficie | Compagna            | Avversarie in finale                | Punteggio        |
| 1. | 5 marzo 2023 | Abierto GNP Seguros, Monterrey | Cemento    | María Paulina Pérez | Kimberly Birrell Fernanda Contreras | 6-3, 5-7, [10-5] |

## Circuito WTA 125

### Doppio

#### Sconfitte (3)
| N. | Data              | Torneo                                | Superficie  | Compagna            | Avversarie in finale                            | Punteggio   |
| 1. | 19 agosto 2023    | Barranquilla Open, Barranquilla       | Cemento     | María Paulina Pérez | Valentini Grammatikopoulou Despoina Papamichaīl | 6(2)-7, 5-7 |
| 2. | 16 settembre 2023 | Zavarovalnica Sava Ljubljana, Lubiana | Terra rossa | Freya Christie      | Amina Anšba Quinn Gleason                       | 3-6, 4-6    |
| 3. | 9 dicembre 2023   | Montevideo Open, Montevideo           | Terra rossa | Freya Christie      | María Carlé Julia Riera                         | 6(5)-7, 5-7 |